# Sakramente
Et sakramente (af latin: sacer, "hellig") er en hellig handling og nådemiddel. Sakramenterne er en ved Jesus Kristus indstiftet tegnhandling.
Medens den romersk-katolske kirke har syv sakramenter (dåben, firmelsen, kommunionen, skriftemålet, de syges salvelse (den sidste olie), ægteskabet og præstevielsen), så opfatter man i den ortodokse kirke alt, hvad kirken gør som kirke, som sakramentalt. I stedet taler man i den ortodokse kirke om syv større sakramenter (de førnævnte) og en lang række andre handlinger og tjenester, som også har sakramental karakter.
Det centrale i den sakramentale handling er, at der sker en helliggørelse. Hvor man i den romersk-katolske kirke har ønsket af klarlægge, hvad der konkret sker i den sakramentale proces, har man afvist dette i den ortodokse kirke, og foretrækker følgelig at tale om hellige mysterier.
Den danske folkekirke, den reformerte kirke og de fleste protestantiske frikirker har med dåben og nadveren kun to sakramenter. Til forskel fra luthersk opfattelse hævder den reformerte kirke og frikirkerne, at et sakramente er en ren symbolhandling.
Også andre religioner har sakramenter. Hinduismen har en række handlinger, der kaldes Samskāra, der foretages i forbindelse med overgangene i livet (graviditet, fødsel, skole m.v.). Rastafarianisme regner indtagelse af cannabis som et sakramente.